# Чешуйки (анатомия чешуекрылых)

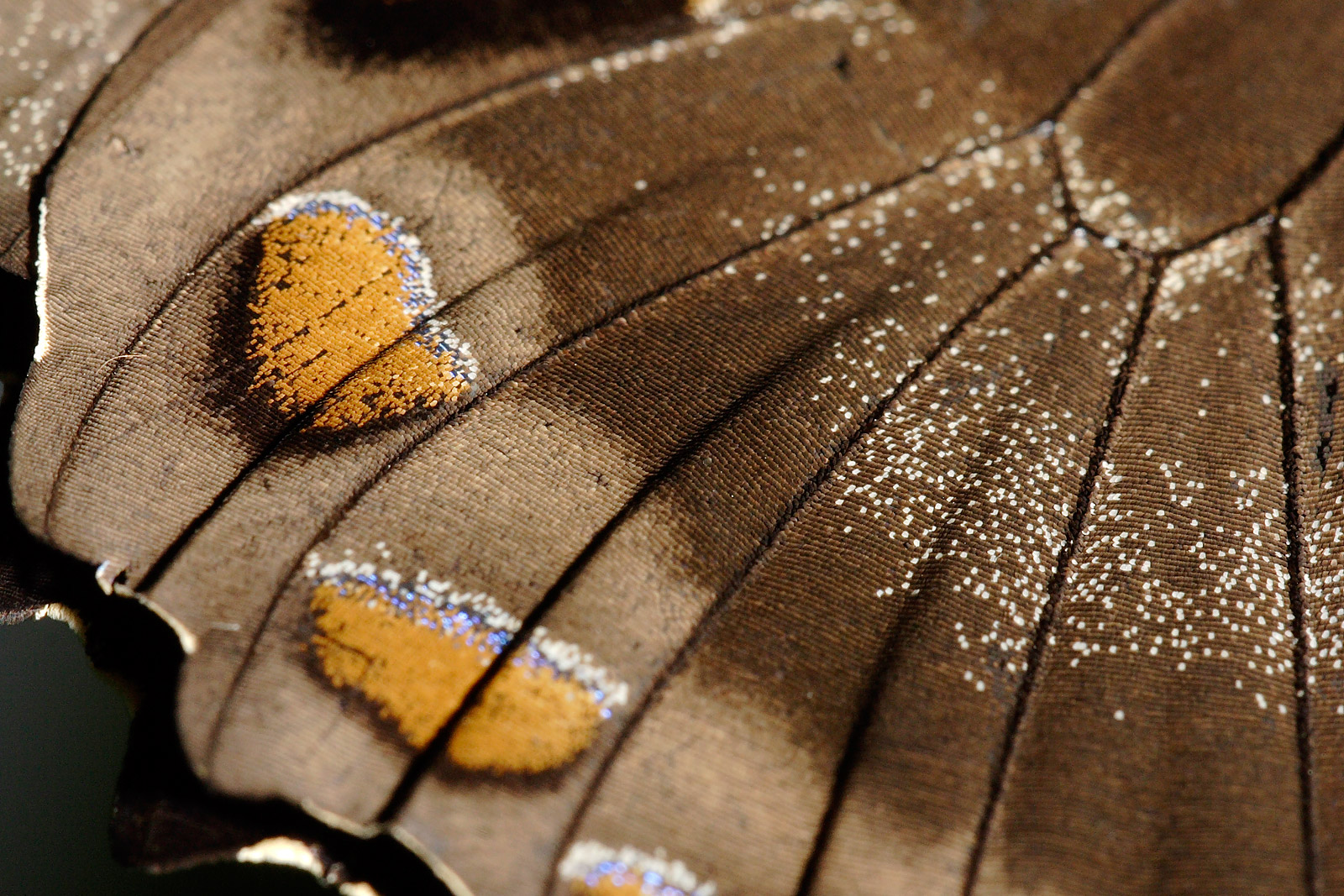
Макрофотография нижней стороны крыла Парусник Улисс|парусника Улисса (Papilio ulysses)

Чешуйки на крыльях бабочек (термин — Чешуекрылые). Крылья бабочек как правило, полностью покрыты чешуйками, которые представляют собой видоизменённые щетинки. Данный признак является наиболее характерной особенностью представителей всего отряда Чешуекрылые, благодаря чему они и получили своё название.

## Строение чешуек
Чешуйки имеют разнообразную форму, но чаще всего бывают плоскими. В их основании находится короткий стебелёк, которым чешуйка прикрепляется в углублении крыла, называемом мешочком чешуйки. На конце стебелька имеется расширение, входящее во внутреннюю часть мешочка. Часто в стебельковой части чешуйки находятся выемки (синусы), имеющиеся исключительно у булавоусых бабочек, в то время как разноусых чешуйки цельнокраевыми. Однако чешуйки на нижней стороне крыльев булавоусых бабочек также являются цельнокраевыми.
По краю крыла бабочек обычно располагаются узкие волосовидные чешуйки, нередко с разветвлёнными вершинами, образующие так называемую бахромку, в середине крыла — более широкие. Тонкое строение чешуек играет важную роль в макросистематике чешуекрылых.
Чешуйки располагаются не только на крыльях, но и по телу бабочки. Так, у булавоусых бабочек чешуйки на груди мелкие, неправильной формы, с заострённым краем. Грудные чешуйки прочих групп крупнее, одинаковой формы и размера. Чешуйки, покрывающие ноги, продольные и мелкие. Часто чешуйки имеют продольную ребристость, обусловленную выступающими хитиновыми трёхгранными канальцами. Размер чешуек зависит от размеров крыла, их длина колеблется у разных семейств от 40 мкм до 500 мкм. 
Последовательные крупные планы структуры крыла павлиньего глаза под различным увеличением

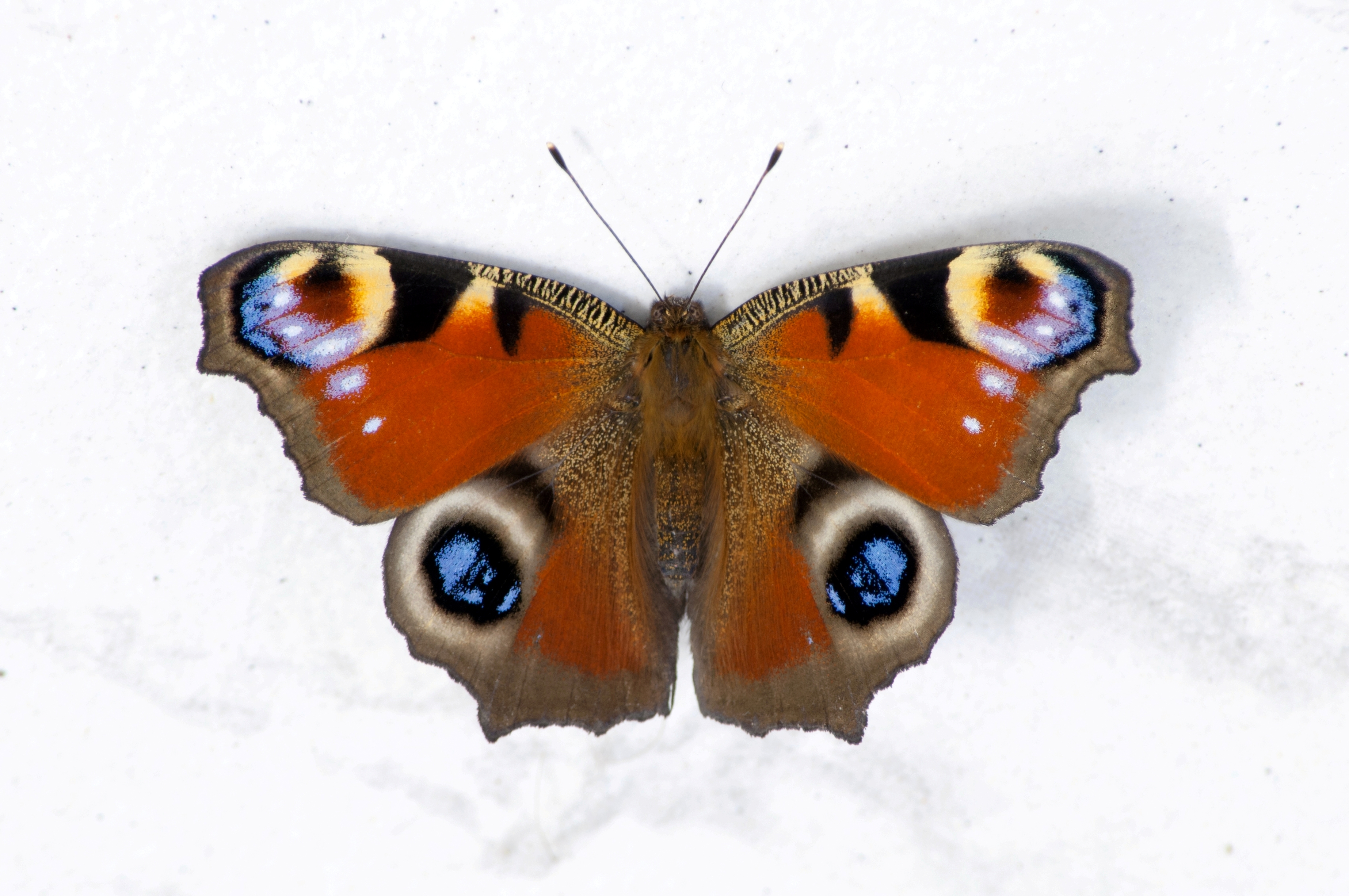
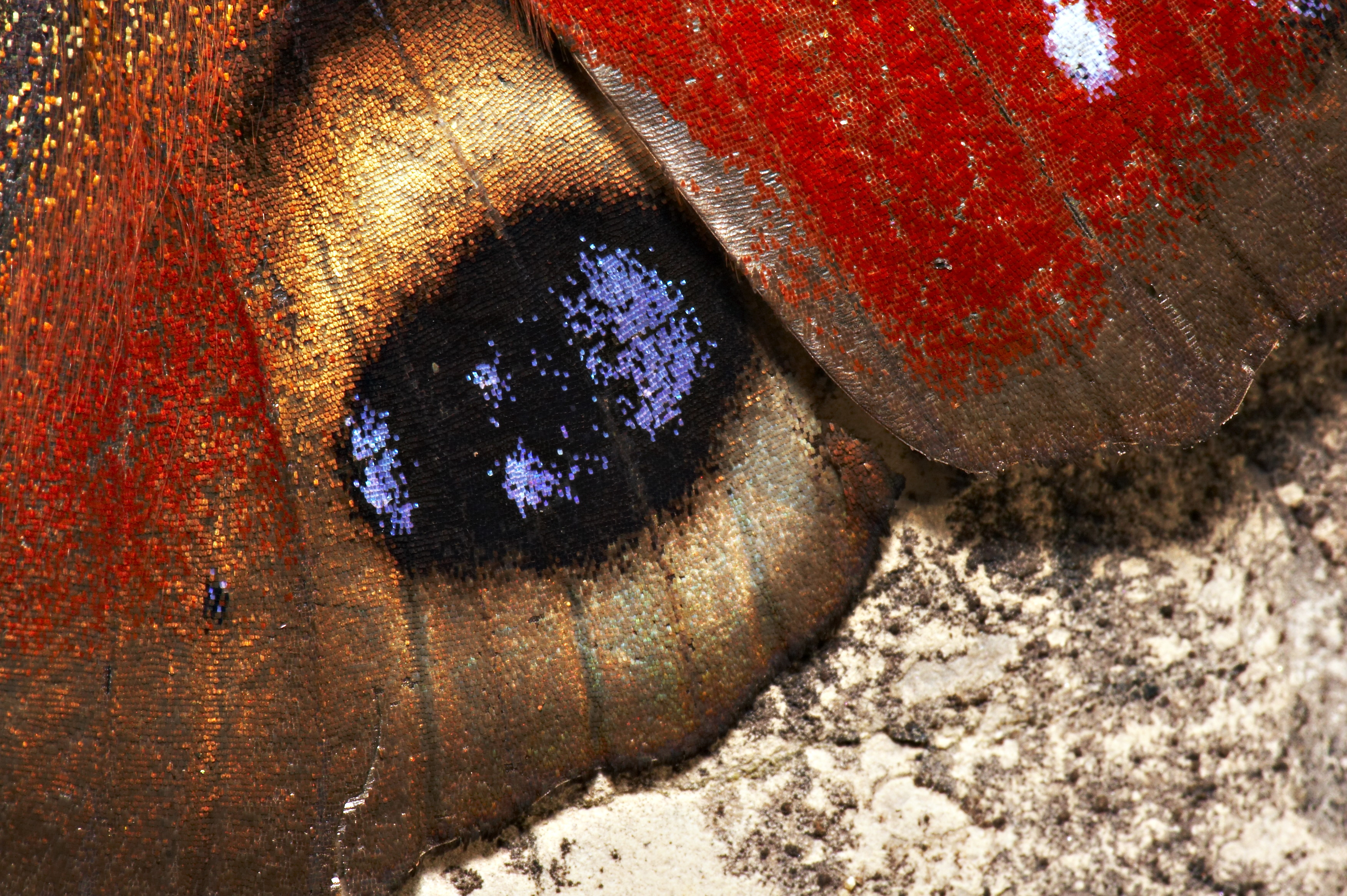
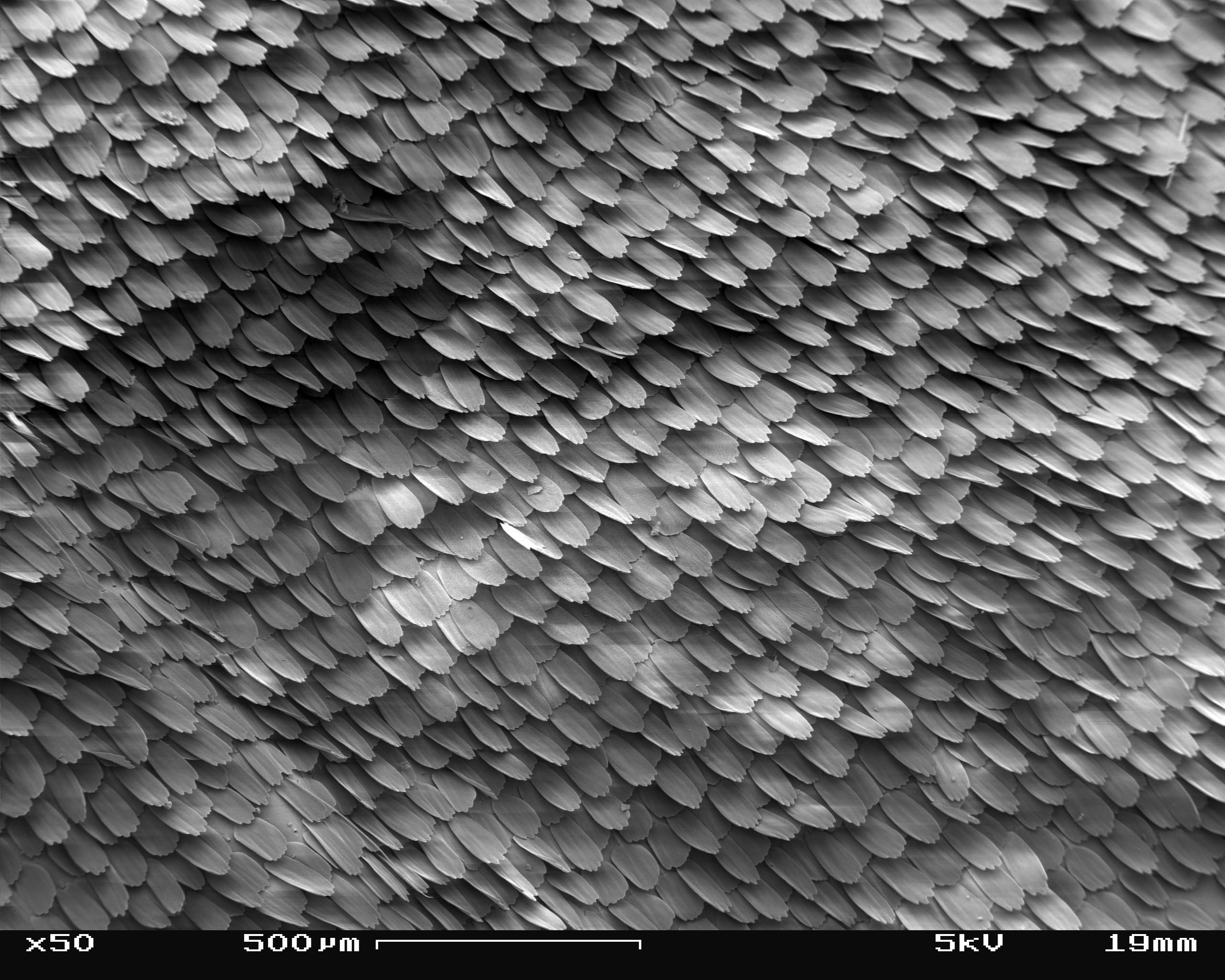
×50
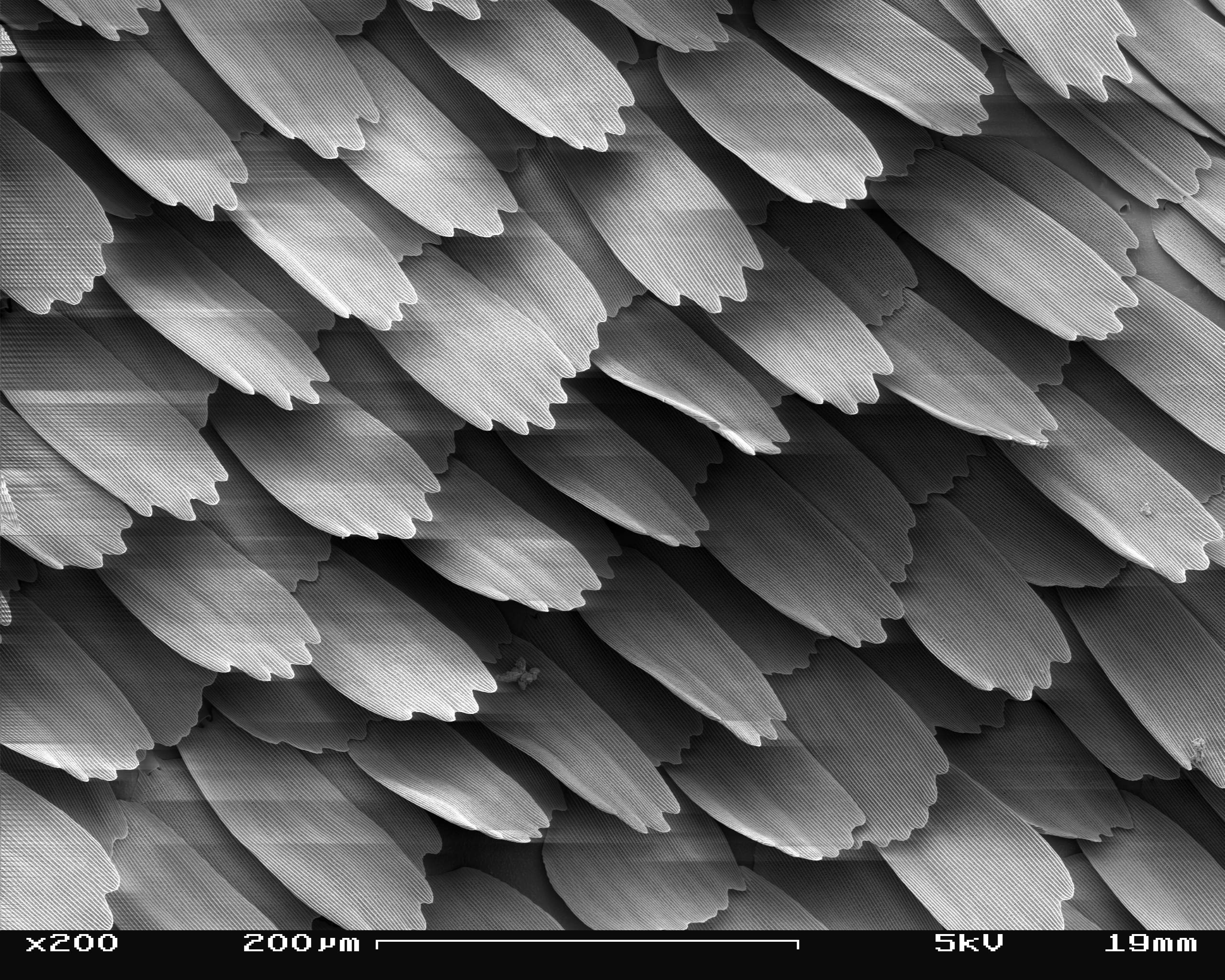
×200
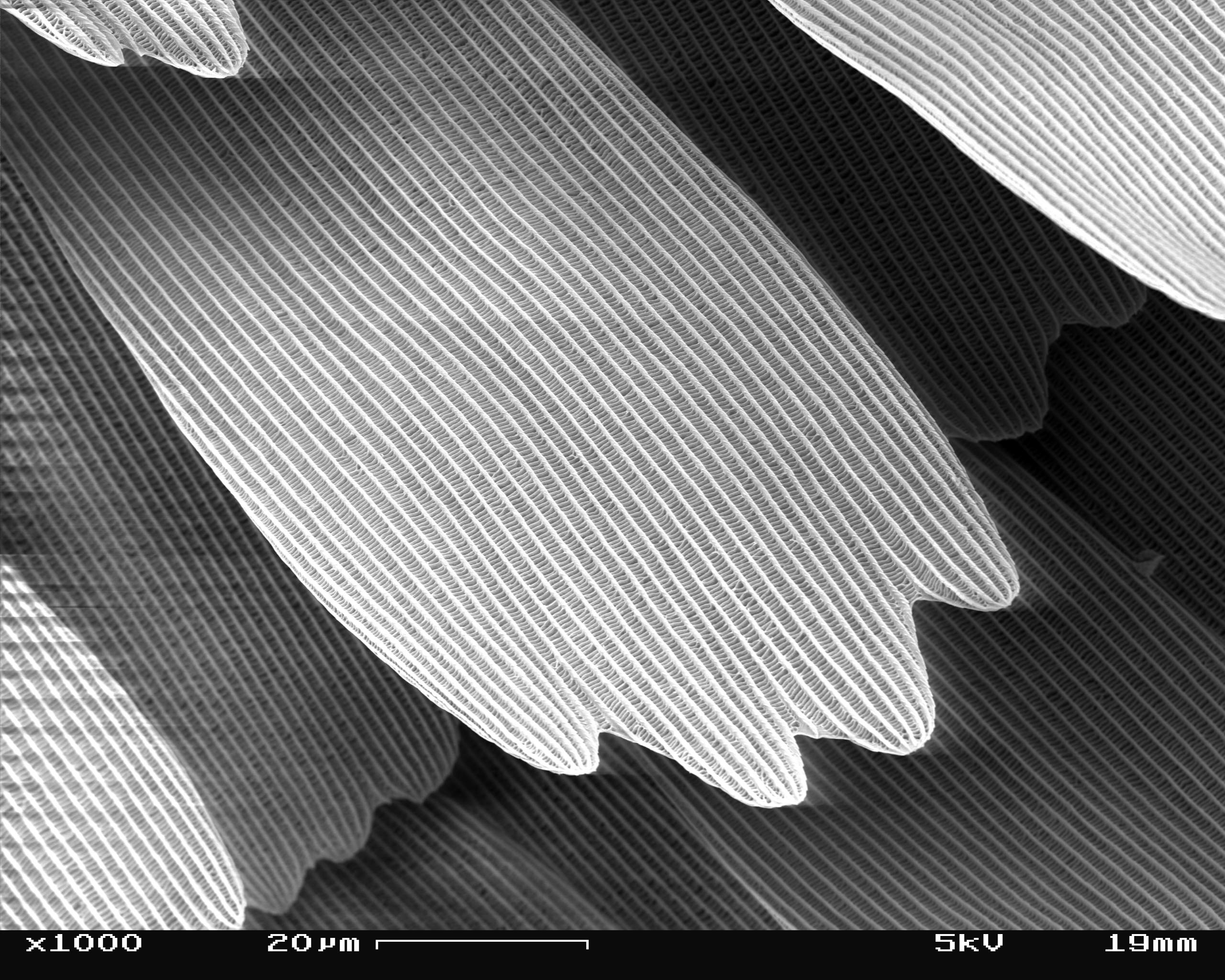
×1000
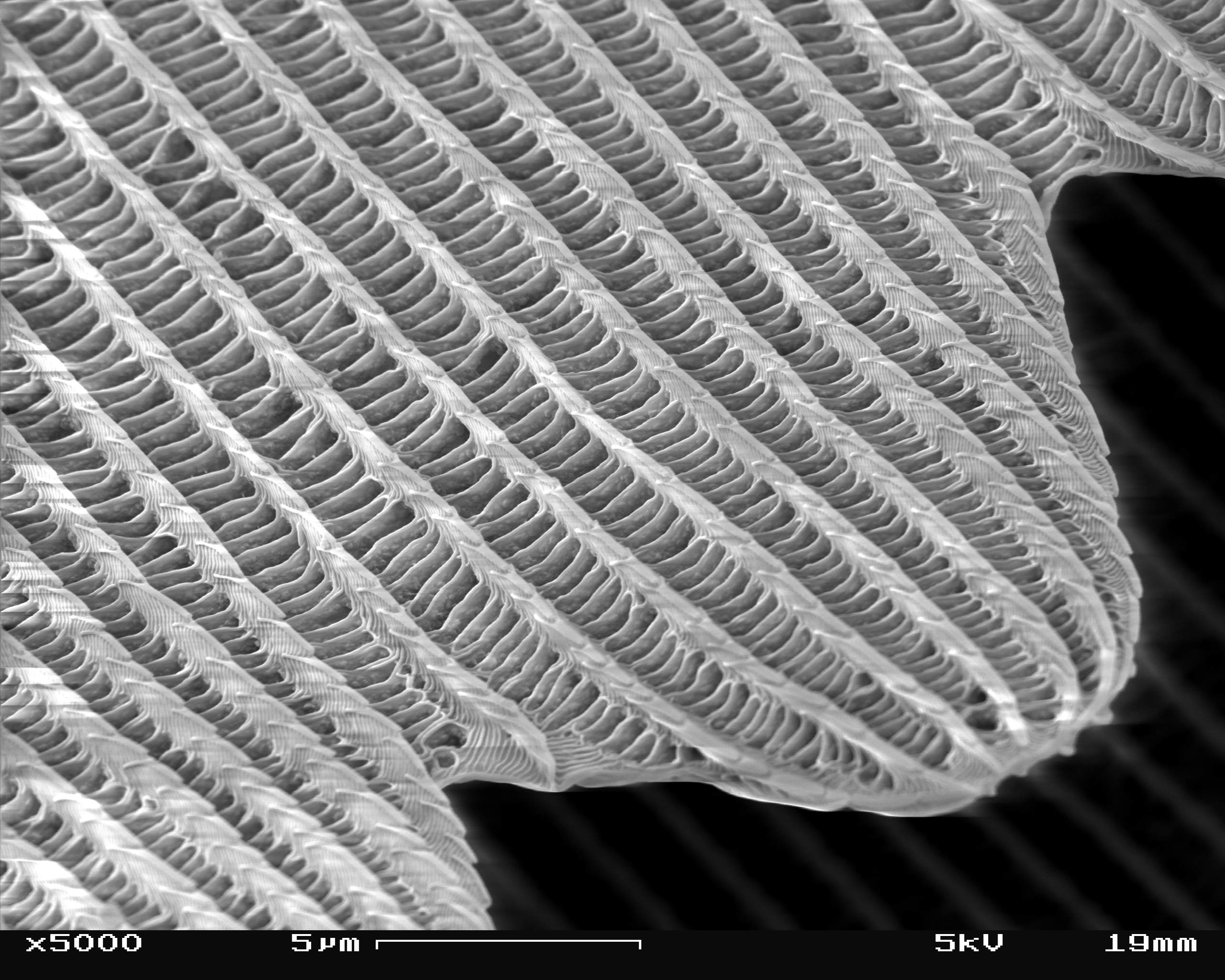
×5000

## Окраска
Окраска чешуек может быть пигментной (зависит от содержащихся пигментов), оптической (зависит от преломления света) и комбинационной (сочетающая два предыдущих типа окраски).

### Пигментная
Каждая пигментная чешуйка содержит в себе только один пигмент. Наиболее часто это меланин, придающий чёрный и коричневый цвета, и липохромы каротиноиды — характеризующиеся светочувствительностью и обуславливающие жёлто-зелёную, жёлтую, бурую, оранжевую и красную окраску. Флавоноиды обеспечивают окраску жёлтого, белого, красного и коричневого цветов. У белянок жёлтая окраска обусловлена пигментом ксантоперином и пуриновыми основаниями, образующимися из накопленной мочевой кислоты.
Выделяют два типа пигментов — диффузные и зернистые. Первые окрашивают хитин, но у чешуек пигменты содержатся в рельефе, а хитиновая пластинка часто лишена пигмента либо слабо окрашена. Зернистые пигменты имеются только у представителей семейства белянки (Pieridae), и погружены в хитиновую оболочку чешуек.
Расположение различно окрашенных чешуек на крыле закономерно и образует сложные рисунки, характерные для каждого вида, а часто и систематической группы.

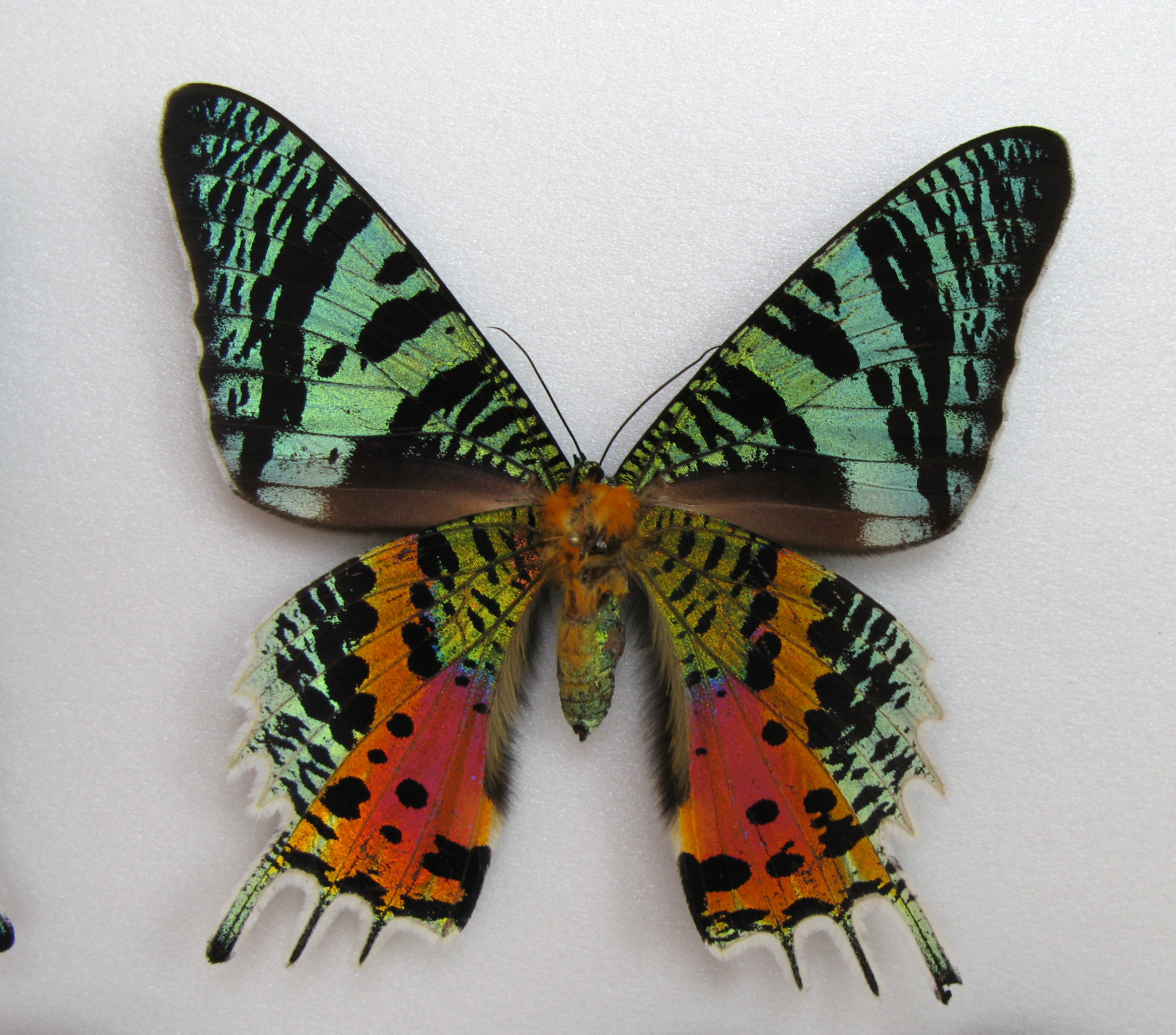
Урания мадагаскарская

### Оптическая (структурная) окраска
При оптической окраске в чешуйках крыльев возникает интерференция и дифракции. Поверхность чешуек имеет микроскопические неровности и структуры соразмеримые с размерами с длиной волны света, вследствие чего происходит погашение или усиление отражённой волны определённой длины. Также, чешуйки могут иметь многослойную структуру, вследствие чего возникает тонкослойная интерференция и дисперсия света. Пигмент в нижней части этих чешуек не пропускает свет и придаёт большую яркость интерференционной окраске. Лучи света, проходя через чешуйки, отражаются как от их внешних, так и от внутренних поверхностей, и в результате два отражения в зависимости от длины волны накладываются и усиливают или ослабляют друг друга. Среди обладающих металлической окраской чешуек бабочек можно различить два типа: с морщинистыми пластинками чешуек и косыми параллельными бороздками (морфиды); и с гораздо более толстой верхней пластинкой, которая является относительно ровной (урании).
Чешуекрылые с оптической окраской крыльев — морфиды, урании и отчасти парусники, некоторые виды нимфалид, голубянок, белянок и некоторые другие.

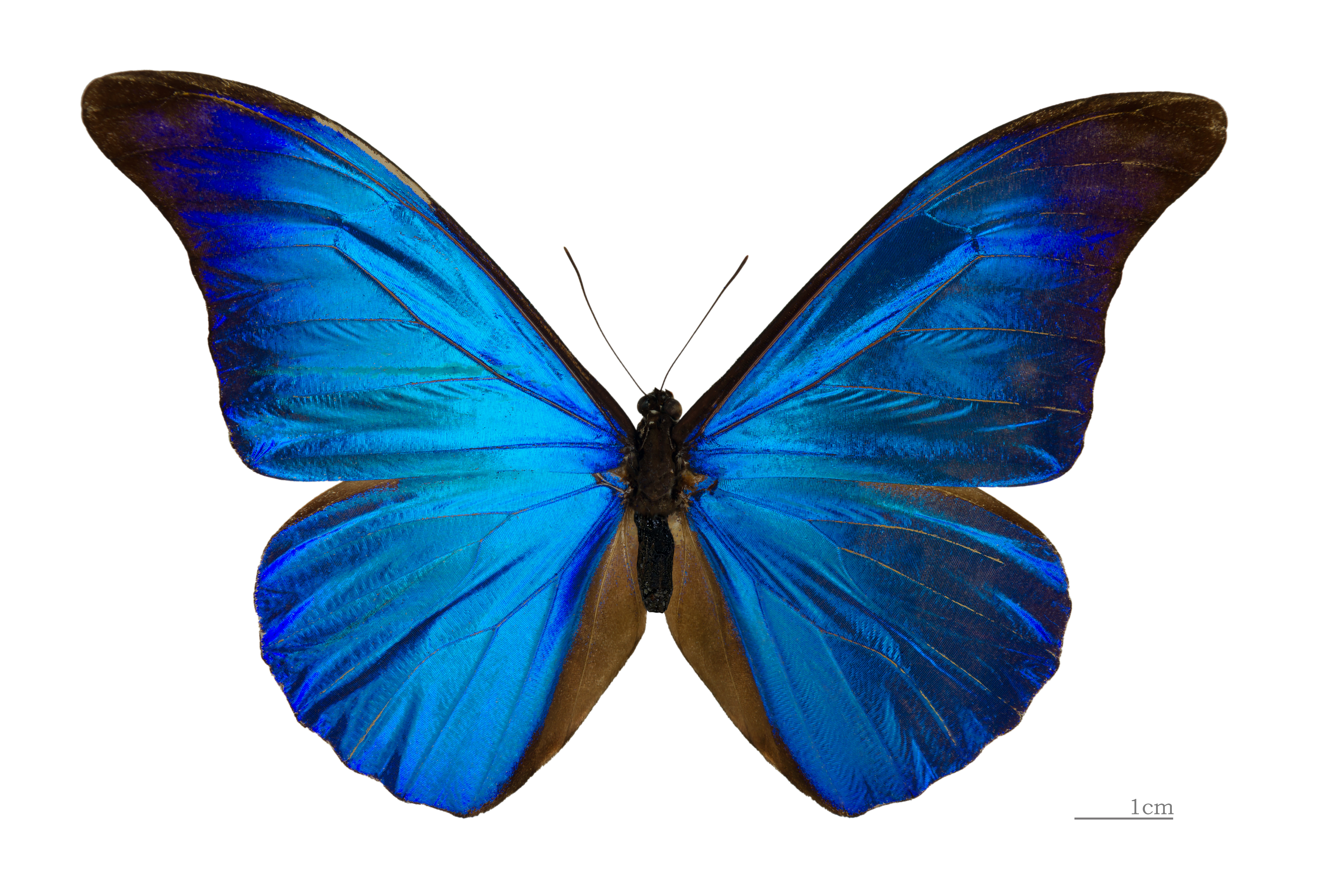
Самец Морфо ретенор (Morpho rhetenor rhetenor)
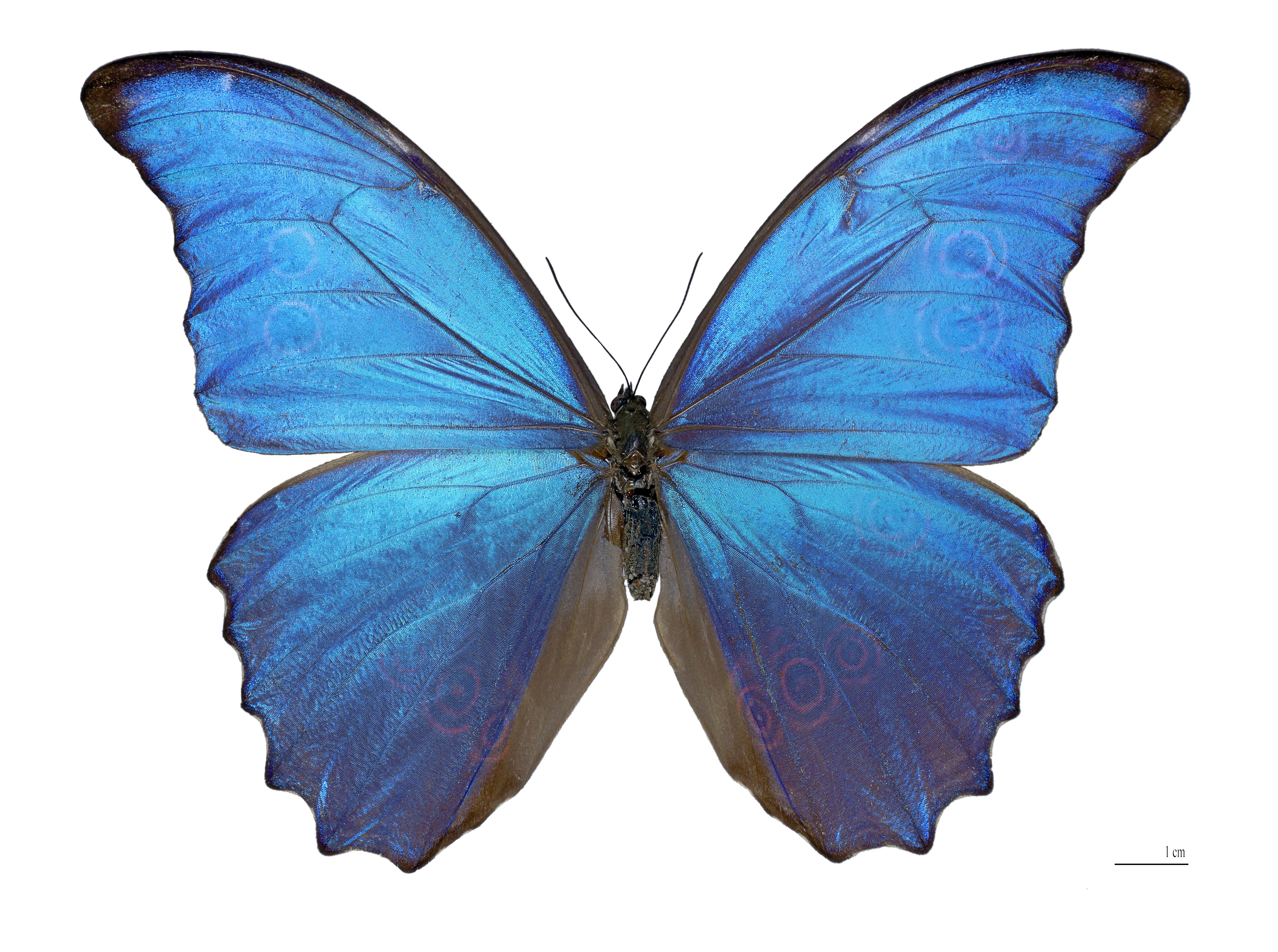
Морфо дидиус (Morpho didius)

## Андроконии

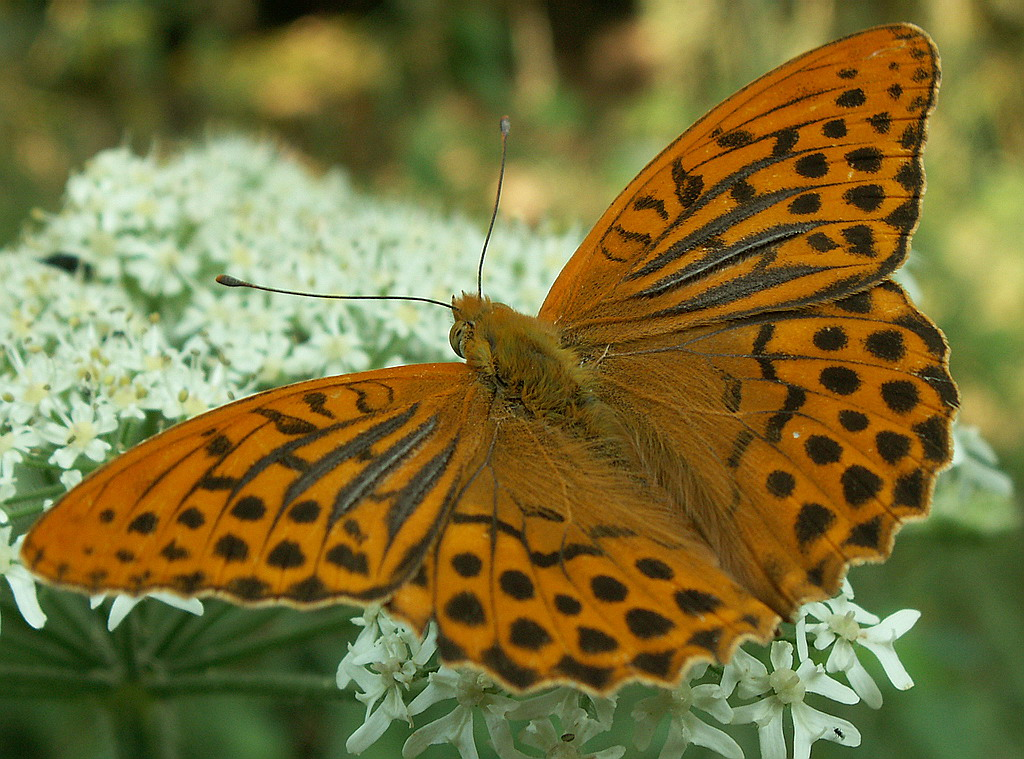
Две чёрные утолщенные жилки на передних крыльях самца большой перламутровки являются андрокониальными образованиями

Андроконии (лат. Androconia) — группы специализированных чешуек на теле бабочек, которые служат для испарения пахучего секрета гиподермальных желез у самцов, привлекающего самок.
У бабочек, имеющих андроконии, они обычно сосредоточены на определенных участках тела. У дневных бабочек андрокониальные чешуйки чаще всего локализуются на верхней стороне передних крыльев (у данаид — на задних крыльях), располагаясь между покровными чешуйками или образуя различных размеров и формы андрокониальные поля, выделяющиеся на фоне крыла своим цветом и фактурой (бархатистые, атласные).
У белянок андроконии расположены почти по всей поверхности крыльев. У других видов они сосредоточены на определённых участках тела, и часто образовывают на крыльях особые бархатистые пятна или полоски.
Самцы различных видов бабочек, благодаря андрокониям, могут пахнуть различными, воспринимаемыми человеком ароматами. Например, самец брюквенницы пахнет лимонным маслом, самец репницы — слабым запахом резеды, самец капустницы — слабым запахом герани, самки и самцы тутового шелкопряда пахнут мускусом, нимфалиды рода Prepona — ванилью. Эти запахи обусловлены присутствием на крыльях особых чешуек, соединенных с пахучими железами.